# Daiki Enomoto
Daiki Enomoto (榎本 大輝 Enomoto Daiki?, nacido el 21 de junio de 1996 en Chiba) es un futbolista japonés que se desempeña como delantero en el Tokushima Vortis de la J2 League.

## Trayectoria

### Clubes
| Club                      | País  | Año    |
| ------------------------- | ----- | ------ |
| Nagoya Grampus            | Japón | 2018 - |
| Tokushima Vortis (cedido) | Japón | 2020 - |

## Estadística de carrera

### J. League
| Club           | Año   | J. League | J. League | Copa J. League | Copa J. League | Total | Total |
| Club           | Año   | Part.     | Goles     | Part.          | Goles          | Part. | Goles |
| -------------- | ----- | --------- | --------- | -------------- | -------------- | ----- | ----- |
| Nagoya Grampus | 2018  | 2         | 0         | 1              | 0              | 3     | 0     |
| Total          | Total | 2         | 0         | 1              | 0              | 3     | 0     |